# Jangwi-dong
Jangwi-dong (koreanska: 장위동) är en stadsdel i Sydkoreas huvudstad Seoul. Den ligger i stadsdistriktet Seongbuk-gu nordöst om centrala Seoul.

## Indelning
Administrativt är Jangwi-dong indelat i:
| Namn    | Namn               | Yta km² | Invånare 31 dec 2020 |
| ------- | ------------------ | ------- | -------------------- |
| 장위1동 | Jangwi 1(il)-dong  | 0,70    | 20 449               |
| 장위2동 | Jangwi 2(i)-dong   | 0,67    | 14 106               |
| 장위3동 | Jangwi 3(sam)-dong | 0,65    | 17 359               |